# کلیتوماخوس
کلیتوماخوس (زبان یونانی: Κλειτόμαχος؛ زاده ۱۸۶ پیش از میلاد – درگذشته ۱۱۰ پیش از میلاد) فیلسوف اهل کارتاژ باستان بود که در ۱۶۳ پیش از میلاد به آتن آمد و فلسفه را زیر نظر کارنیادس مطالعه کرد. در حدود ۱۲۷ رئیس آکادمی افلاطون شد. او مانند استادش یک شک‌گرای آکادمیک بود. از نوشته‌های او که به معرفی دیدگاه‌های کارنیادس اختصاص داشت، چیزی باقی نمانده است، اما سیسرون از آن‌ها برای برخی از آثارش استفاده کرد.

## زندگی
کلیتوماخوس در سال۱۸۷ پیش از میلاد در کارتاژ به دنیا آمد. در سال ۱۶۳ پیش از میلاد در حدود ۲۴ سالگی به آتن آمد. در آن‌جا با مؤسس آکادمی جدید، کارنیادس که تحت هدایت او به یکی از برجسته‌ترین شاگردان این مکتب تبدیل شد، آشنا شد. هم‌زمان به مطالعه فلسفه رواقیون و فلسفه مشاء نیز پرداخت. در سال ۱۲۷ پیش از میلاد، دو سال پس از مرگ کارنیادس، رئیس آکادمی افلاطون شد. تا اواخر سال ۱۱۱ پیش از میلاد به تدریس در آتن ادامه داد. و پس از درگذشت، فیلو لاریسا جانشین او شد.

## آثار
از آثار او که بالغ بر ۴۰۰ کتاب بود، تنها عناوین اندکی باقی مانده است. هدف اصلی او از نوشتن آن‌ها این بود که فلسفه استادش کارنیادس را که او هرگز با نظرات او مخالفت نکرد، شناخته شود. کلیتوماخوس تا پایان عمر خود در آتن اقامت داشت. اما همچنان علاقه شدیدی به کشور مادری خود داشت و هنگامی که کارتاژ در ۱۴۶ پیش از میلاد تسخیر و ویران شد، برای دل‌جویی از هموطنان خود اثری نوشت. این اثر، که سیسرون می‌گوید آن را خوانده بود، از گفتار کارنیادس گرفته شده بود، و قرار بود تسلی‌ای را که فلسفه در بزرگ‌ترین مصیبت‌ها ارائه می‌کند، به نمایش بگذارد. کار او بسیار مورد توجه سیسرون قرار گرفت، که بخش‌هایی از آثار در باب طبیعت خدایان و درباره پیشگویی و در باب حقیقت، با الهام از اثری از کلیتوماخوس با عنوان در باب پذیرش مستمر نوشته شده است.
کلیتوماخوس در اثر خود با نام دربارهٔ مکاتب فکری (یونانی: περί αἱρέσεων) که در مورد فرقه‌های فلسفی است، به تاریخ فلسفه پرداخته است.
دو اثر از کلیتوماخوس به رومیان برجسته تقدیم شده است، شاعر گایوس لوکیلیوس و لوسیوس مارسیوس سنسورینوس که نشان می‌دهد کار او در روم شناخته‌شده و مورد استقبال قرار گرفته است.

## یادداشت
1. ↑  Tiziano Dorandi (1999) however, writes that he "had reached his fortieth year when he went to Athens",[۳] but this is, according to Woldemar Görler (1994), not trustworthy.[۴]